# 喃音
喃音（越南语：／），一般指越南本民族文字喃字（包括所有借為喃字之用的汉字）的讀音。由於一部分漢字的寫法與喃字相同或直接作爲喃字使用（借义不借音），它們的讀音則與其标准漢越音（类似日本语和朝鲜语汉字的音讀）產生了差異；另外，也有一部分汉字虽未借为喃字使用，甚至仍使用在汉越词中，但其读音与标准汉越音有所差异。上述这两种情况将汉字的喃音划为两大类：「純喃音」和「汉喃音」，「汉喃音」又可再细分为「古漢越音」和「越化汉越音」。然而由于年代久远，以及汉字在越南与本土语言文字的融合，汉字的「純喃音」、「古漢越音」和「越化汉越音」的界限和区分已经不是很明显。

## 喃字的喃音
喃字的喃音即該喃字的讀音。通常即為越南本地口語的發音，但少數與南方漢語如閩南語等有共同借詞關係，如lờ [lə:2]（目盧：混濁）；vợ [və:6]（女番、女备：老婆）；chuốc [cwək5]（□祝：小酌）等字。

## 漢字的喃音

### 純喃音
汉字（借用为喃字的汉字）的純喃音通常为来自该汉字意义相同的固有语言的训读音。一个汉字或喃字的純喃音往往与该字的古汉语读音无关。如：字被借义不借音的视为喃字後，其读音则成为，而是与意义相同的越南语固有词的读音，此用法与日本语、朝鲜语汉字的训读类似。类似的例子还包括的純喃音等。

### 汉喃音
汉字的汉喃音通常是指一个汉字的标准汉越音以外的与古汉语读音相关的读音。汉喃音可以分为「古漢越音」和「越化汉越音」两种。
如：作爲喃字使用時，其喃音（汉喃音）為，其标准漢越音則是。而与的发音差别并不明显，很可能是由古汉语读音演变而成，而非固有语言的训读音。

#### 古漢越音
一般寫法與喃字相同或直接被作爲喃字使用的漢字的汉喃音很大程度上保留了中國唐朝以前的漢字讀音，如秦朝、漢朝的中原音。雖然這些漢字的讀音也源自中國，但由於時間太久遠了，很多讀音已經越南化，所以不再被認爲是标准的漢越音。
古汉越音是以汉语古音为标准，它与上古汉语的声韵有一定的对应规律。例如：是的古字音；由的古字音演变而来，“忧愁”的意思；是的古字音；是的古字音，“酒杯”的意思；是的古字音；是的古字音。

#### 越化汉越音
越化汉越音是傳入越南的漢字音受越南语的影响而发生音变后的讀音，他们被视为汉喃音的一种，却不属于标准的汉越音。它包括一些日常生活的基本词汇，使用频率相当高。例如：-、-、-（为）、-、-、-、-、-、-、-、-。

## 腳註
1. ↑  .   [2009-03-15]. （原始内容存档于2020-11-26）.
2. ↑  Tỉnh Hội Phật Giáo Bạc Liêu - PHẦN MỀM HÁN NÔM HANOSOFT (Tống Phước Khải ) （页面存档备份，存于）